# Biathlon al VII Festival olimpico invernale della gioventù europea
Le gare di biathlon al VII Festival olimpico invernale della gioventù europea si sono svolte dal 24 al 28 gennaio 2005 a Monthey, in Svizzera.
Sono state disputate due gare maschili, due gare femminili e una mista, per un totale di 5 gare.

## Podi

### Ragazzi
| Evento      | Oro           | Argento              | Bronzo               |
| Sprint      | Anton Šipulin | Dominik Landertinger | Matej Brvar          |
| Individuale | Anton Šipulin | Matej Brvar          | Dominik Landertinger |

### Ragazze
| Evento      | Oro                     | Argento       | Bronzo           |
| Sprint      | Julie Bonnevie-Svendsen | Yelena Kozak  | Olena Pidhrushna |
| Individuale | Julie Bonnevie-Svendsen | Anaïs Bescond | Yelena Kozak     |

### Gare miste
| Evento    | Oro      | Argento | Bronzo  |
| Staffetta | Norvegia | Austria | Ucraina |